# Angraecum palmicolum
Angraecum palmicolum är en orkidéart som beskrevs av Jean Marie Bosser. Angraecum palmicolum ingår i släktet Angraecum och familjen orkidéer. Inga underarter finns listade i Catalogue of Life.